# Asociación Patriótica China
La Asociación Patriótica China (Chino: 愛國同心會), conocida como Alianza de Patriotismo Concéntrico (Chino: 中華 愛國 同心會), es una organización política partidaria de la reunificación con sede en la República de China, establecida en la ciudad de Taipéi el 12 de noviembre de 1993. El 13 de agosto de 2018 se registró como Partido Patriótico Chino. La organización apoya abiertamente a la República Popular China para unificar China con Macao, Hong Kong y Taiwán a través del enfoque "Un país, dos sistemas", se opone a Falun Gong y apoya al Partido Comunista de China.

## Ideología
La Asociación Patriota China a menudo ondean en público la bandera roja de cinco estrellas y la bandera del Partido Comunista de China, tocaba altos decibeles o cantaba juntos canciones de la República Popular China y declaró públicamente que apoya a la República Popular China y que Taiwán pertenece a la República Popular China. Están a favor de la " Ley Antisecesión " promulgada por la República Popular China en el Décimo Congreso Nacional del Pueblo, que provocó numerosos conflictos e incidentes políticos.
La asociación tiene una actitud hostil hacia quienes apoyan los puntos de vista independentistas y los partidarios de Taiwán como país separado de China, y ha creado una "columna para los elementos recalcitrantes de la independencia de Taiwán" en su sitio web, declarando que "después de la reunificación del país, criticará y erradicará a sus reaccionarios (recalcitrantes de la independencia de Taiwán) como los de hoy". La defensa de la independencia de Taiwán debe asumir los costos", pidió la unidad después de la República Popular China, para llevar a cabo campañas políticas eliminar, será lo mismo para las víctimas de la violencia política exiliado escritor chino-estadounidense Cao Changqing crítica fue premeditada" lista de asesinatos.
En diciembre de 2017, el APC revisó la "Ordenanza sobre crímenes organizados" en respuesta a la promoción unificada y unificada del partido.